# Маджоне
Маджо́не (итал. Magione) — коммуна в Италии, располагается в области Умбрия, подчиняется административному центру Перуджа.
Население составляет 13 207 человек (на 2004 г.), плотность населения составляет 95 чел./км². Занимает площадь 129 км². Почтовый индекс — 6063. Телефонный код — 075.
Покровителем населённого пункта почитается святой Климент I (папа римский). Праздник ежегодно празднуется 23 ноября.

## География
Маджоне — маленький город в западной части Умбрии, находящийся в примерно 20 км к западу от Перуджи. Рядом с ним раскинулось Тразименское озеро.

## История
Название коммуны происходит от французского «maison» (дом). Сначала это место служило домом тамплиерам, построившим тут крепость, которая сохранилась до наших дней и находится в собственности мальтийского ордена.
Среди исследователей средневековья замок Маджоне известен прежде всего составленным тут заговором, небольшим бунтом мелких синьоров против Чезаре Борджиа (1502 год). Среди знаменитых уроженцев города Джованни Плано Карпини, монах-францисканец, первый из европейцев посетивший Монгольскую империю на четверть века раньше Марко Поло.
В течение веков замок принимал некоторых пап, таких как Бенедикт XIV и Пий VII.

## Достопримечательности
- Аббатство Сант’Арканджело, недавно отреставрированное
- Замок Мальтийского ордена
- Церковь Святого Иоанна Крестителя
- Церковь Санта-Мария-делле-Грацие